# 山本忠男
山本 忠男（やまもと ただお、1944年6月28日 - ）は、京都府出身の元プロ野球選手（内野手）・コーチ。
在日コリアンで、本名は李 忠男（イ・チュンナム、ハングル：이충남）。現役引退後の1983年には、韓国プロ野球（KBO）の三星ライオンズで、ヘッドコーチ→監督代行→監督を務めた。

## 経歴
中学生時代には、桑原征平（関西テレビ出身のフリーアナウンサー・種智院大学客員教授）および、桧山進次郎（元・阪神タイガース外野手）の伯母と同級生だった。
平安高校への進学後は、3年時の1962年に「4番（または5番）・三塁手」として春夏連続で甲子園球場の全国大会に出場。春の第34回選抜高等学校野球大会では、1回戦で日大三高に敗れた（同校はこの大会で準優勝）。夏の第44回全国高等学校野球選手権大会1回戦でも、西条高校の石川洵（立教大学→鐘紡） - 村上公康のバッテリーの前に、1 - 2というスコアで惜敗している。
卒業後に進学した龍谷大学でも、1年時から「4番・三塁手」に抜擢された。チームが当時加盟していた関西六大学リーグでは、チームの1部昇格に貢献。1966年春季リーグで近畿大学、秋季リーグで関西学院大学と優勝を争ったが、いずれも2位で初優勝に届かなかった。在学中には、リーグ戦で通算77試合に出場。打率.231（273打数63安打）、4本塁打を記録した。同期生に伊能正司がいる。
1966年のNPB第2次ドラフト会議で、南海ホークスから2位指名を受けて入団。大柄な身体ながらベース一周で14秒2というタイムを手動計測で記録したほどの俊足を買われて、1年目の1967年には、遊撃手として一軍公式戦11試合でスタメンに起用された。1970年には、一軍公式戦で自己最多の87試合に出場。古葉竹識・青野修三との間で正二塁手の座を争ったが、翌1971年に桜井輝秀が二塁手のレギュラーに定着してからは出場機会が減少した。
捕手兼任監督の野村克也や内野手→一軍ヘッドコーチのドン・ブレイザーから薫陶を受けていたことを背景に、1972年限りで現役を引退してからも、南海で二軍守備・走塁コーチ（1973年・1974年）、二軍ヘッドコーチ（1975年）、一軍コーチ（1976年・1977年）を歴任。1977年のシーズン終了後に野村の監督解任騒動が起こったことを機に、球団から強い慰留を受けながらも、野村と共に退団した。翌1978年には、野村が捕手専任でロッテオリオンズへ移籍したのに対して、自身は阪急ブレーブスの二軍コーチへ就任。1980年から1982年まで、一軍の守備・走塁コーチを務めた。
1983年には、前年に創設されたばかりのKBOで、三星ライオンズのヘッドコーチに就任。シーズン中には、徐永武監督が体調が優れないことを理由に休養したことを受けて、監督代行を務めた。球団は後に山本を監督に昇格させたが、韓国語に堪能でなかったことが災いして、総合成績4位でシーズンを終えた。このシーズン限りで監督を解任されたものの、南海時代に野村とブレイザーの下で身に付けた対戦データ分析のノウハウはチーム内で継承。翌1984年から2年連続の韓国シリーズ進出や、1985年の初優勝につながった。
日本への帰国後に、広告会社を経営。理髪館（株式会社マツモトが大阪府・兵庫県内で展開する理髪店チェーン）の広告を取り扱う縁で、2004年6月に関西テレビを定年で退職した桑原を、2018年まで理髪館の「キャンペーンボーイ」（看板モデル）に起用させていた。その一方で、学生野球資格回復制度を通じて、2015年1月30日付で日本学生野球協会から資格回復の適性を認定。同協会に加盟する高校・大学の野球部での指導が可能になったことから、母校の龍谷大学硬式野球部でコーチを務めた。

## 詳細情報

### 年度別打撃成績
| 年 度     | 球 団     | 試 合 | 打 席 | 打 数 | 得 点 | 安 打 | 二 塁 打 | 三 塁 打 | 本 塁 打 | 塁 打 | 打 点 | 盗 塁 | 盗 塁 死 | 犠 打 | 犠 飛 | 四 球 | 敬 遠 | 死 球 | 三 振 | 併 殺 打 | 打 率 | 出 塁 率 | 長 打 率 | O P S |
| --------- | --------- | ----- | ----- | ----- | ----- | ----- | -------- | -------- | -------- | ----- | ----- | ----- | -------- | ----- | ----- | ----- | ----- | ----- | ----- | -------- | ----- | -------- | -------- | ----- |
| 1967      | 南海      | 26    | 30    | 28    | 3     | 6     | 1        | 0        | 2        | 13    | 3     | 1     | 0        | 0     | 0     | 1     | 0     | 1     | 7     | 0        | .214  | .267     | .464     | .731  |
| 1968      | 南海      | 29    | 28    | 25    | 2     | 6     | 0        | 0        | 1        | 9     | 2     | 2     | 0        | 0     | 0     | 1     | 0     | 2     | 9     | 0        | .240  | .321     | .360     | .681  |
| 1969      | 南海      | 18    | 27    | 27    | 3     | 7     | 1        | 0        | 0        | 8     | 2     | 2     | 0        | 0     | 0     | 0     | 0     | 0     | 5     | 0        | .259  | .259     | .296     | .555  |
| 1970      | 南海      | 87    | 187   | 174   | 33    | 51    | 10       | 0        | 7        | 82    | 18    | 5     | 2        | 1     | 1     | 10    | 1     | 1     | 22    | 3        | .293  | .333     | .471     | .804  |
| 1971      | 南海      | 50    | 61    | 56    | 7     | 11    | 0        | 0        | 0        | 11    | 2     | 0     | 0        | 0     | 1     | 4     | 0     | 0     | 4     | 1        | .196  | .245     | .196     | .441  |
| 1972      | 南海      | 19    | 28    | 27    | 1     | 4     | 1        | 0        | 0        | 5     | 3     | 0     | 0        | 1     | 0     | 0     | 0     | 0     | 2     | 0        | .148  | .148     | .185     | .333  |
| 通算：6年 | 通算：6年 | 229   | 361   | 337   | 49    | 85    | 13       | 0        | 10       | 128   | 30    | 10    | 2        | 2     | 2     | 16    | 1     | 4     | 49    | 4        | .252  | .292     | .380     | .672  |

### 背番号
- 26 （1967年 - 1972年）
- 75 （1973年 - 1977年）
- 70 （1978年 - 1982年）